# Irene Gilbert (natation)
Pour les articles homonymes, voir Gilbert et Irene Gilbert.
Irene Gilbert, née le 22 janvier 1903 à Sheffield et morte en octobre 1988 à Sheffield, est une nageuse britannique ayant participé aux Jeux olympiques d'été de 1924 à Paris et recordwoman du monde du 100 et du 200 mètres brasse.

## Biographie
Au début des années 1920, Irene Gilbert remporte plusieurs titres nationaux en dos et en brasse et monte sur plusieurs podiums.
En 1923, à Rotherham, elle établit le record du monde du 200 mètres brasse avec un temps de 3 min 20 s 40. Il tient jusque juin 1925,.
Lors de ces Jeux olympiques d'été de 1924, elle est engagée sur le 200 mètres brasse. Elle termine deuxième de la première série, loin de son meilleur temps, en 3 min 32 s 80, et se qualifie en finale. Là, elle est largement devancée par sa compatriote Lucy Morton qui remporte la course. Elle se contente de la 5e (et dernière) place avec 3 min 38 s.
À l'automne 1924, après les Jeux, elle établit une nouvelle marque mondiale, le record du monde du 100 mètres brasse, toujours à Rotherham en 1 min 31 s 80. Elle le conserve un an.
En 1927, elle est la deuxième nageuse britannique à traverser la Manche dans le sens France-Angleterre.